# Alice Teichova

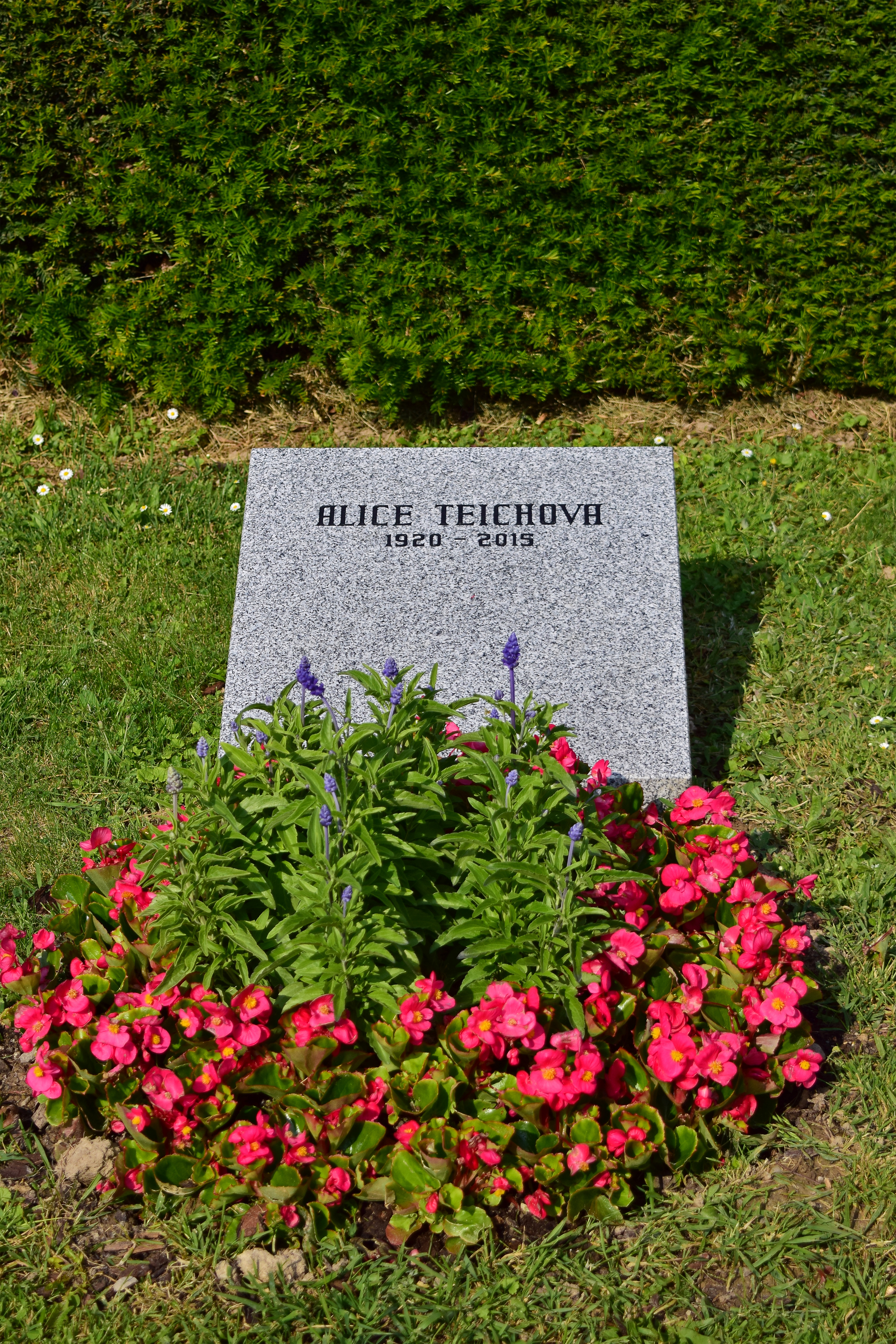
Grab von Alice Teichova auf dem Wiener Zentralfriedhof

Alice Teichova (* 19. September 1920 in Wien als Alice Schwarz; † 12. März 2015 in Cambridge) war eine britische Wirtschaftshistorikerin.

## Leben
Die Tochter aus assimilierter bürgerlich-jüdischer Familie musste im Sommer 1938 nach England emigrieren. Sie besuchte in London nebenberuflich die Abendschule und die Universität und erhielt 1942 ein Stipendium für die University of Leeds. 
Nach 1945 übersiedelte sie mit ihrem aus der Slowakei stammenden Mann Mikuláš Teich in die Tschechoslowakei, wo sie ihre Studien fortsetzte, 1952 summa cum laude an der Karlsuniversität Prag promovierte und sich an dieser 1964 habilitierte. 
Nach der Niederschlagung des Prager Frühlings 1968 kehrte das Ehepaar nach Großbritannien zurück und Alice Teichova wurde Professorin für Wirtschaftsgeschichte an der University of East Anglia in Norwich, Honorary Fellow am Girton College, Cambridge, sowie Senior Research Associate an der  London School of Economics and Political Science.
Der österreichischen Historikerkommission gehörte sie zwischen 1998 und 2003 als "ständige Expertin" an.  
Zu ihren weiteren akademischen Ehren zählten Ehrendoktorate der Universität Uppsala (1985) und Universität Wien (1995). 2000 erhielt Alice Teichova den Anton-Gindely-Preis, und 2002 die Wiederverleihung der österreichischen Staatsbürgerschaft. Sie ist in einem Ehrengrab auf dem Wiener Zentralfriedhof (Gruppe 33 G) bestattet. Ihr Ehemann Mikuláš, der 2018 kurz nach seinem 100. Geburtstag starb, ist im selben Grab beigesetzt worden.

## Publikationen (Auswahl)
- An economic background to Munich: International Business and Czechoslovakia 1918–1938, Cambridge 1974
- Kleinstaaten im Spannungsfeld der Großmächte: Wirtschaft und Politik in Mittel- und Südosteuropa in der Zwischenkriegszeit, Wien 1988
- The Czechoslovak Economy 1918–1980, London 1988 
  - Die Wirtschaftsgeschichte der Tschechoslowakei 1918–1980, Wien 1988
- mit Mikuláš Teich: Zwischen der kleinen und der großen Welt: Ein gemeinsames Leben im 20. Jahrhundert (Autobiografie, Damit es nicht verlorengeht, Bearbeitung von Gert Dressel und Michaela Reischitz), Böhlau-Verlag, Wien 2005, ISBN 3-205-77357-8